# Pinkostar
Pinkostar war eine deutsche Alternative-Rock-Band aus Eimen/Einbeck.

## Geschichte
Die Band wurde 1999 von Enno Buschbeck, Mark Reinert und Sebastian Dietrich in Eimen gegründet. Alle Musiker hatten schon jahrelang in diversen Bands aus der Umgebung gespielt. Kurz zuvor spielten die drei in der Crossover-Band Katakombo, die aber um 1999 aufgelöst wurde. Nach längerer Suche nach einer Sängerin oder einem Sänger begannen Pinkostar Anfang 2000, mit Daniel Schulz (Gasoline MC/Bad Grund) zusammenzuarbeiten. Aus dieser Zusammenarbeit entwickelte sich die zukünftige und bis zum Ende bestehende Bandzusammensetzung.
Im Jahr 2000 nahm die Band auch ein Demo auf, das durch den befreundeten Gitarristen der Band Eat No Fish, an Bernie Schick/Scorpio (zum damaligen Zeitpunkt Manager von Eat No Fish) weitergeleitet wurde. Diesem gefiel das Demo so gut, dass er im Laufe des Jahres 2001 Pinkostar unter Vertrag nahm.
Durch die Freundschaft zu Eat No Fish spielten Pinkostar auch im Vorprogramm der Insane-Tour von Eat No Fish im Mai 2001. Im Laufe des Jahres lieferten Pinkostar eine Vielzahl von Konzerten ab und arbeiteten weiter an neuem Material. Als Vorband von Ash und Him durfte die Rockband zudem in größeren Musikclubs auftreten.
Auf dem Taubertal-Festival 2001 wurden Pinkostar von Vertretern der Plattenfirma F.a.M.E. Recordings (BMG), die schon zuvor Interesse an der Band signalisiert hatten, gesichtet und folgend unter Vertrag genommen. So arbeiteten Pinkostar an der EP Solargirl, die im Frühling 2002 herausgebracht wurde. In diesem Jahr bewarben sich Pinkostar auch beim Jägermeister Band Support Contest und gewannen diesen, womit sie ein Jahr lang auf den Support des Kräuterlikörherstellers Jägermeister (Nightliner-Bus, Merchandise, Werbung etc.) vertrauen konnten.
Weitere Konzerte folgten: Highfield-Festival 2002 / M’era Luna Festival 2002, die Hurricane und Southside Clubshows-Tour vom 1. bis zum 27. Oktober 2002, und Ende des Jahres 2002 gingen Pinkostar mit Eat No Fish und Suit Yourself auf die Jägermeister POPCrash Tour, die sie vom 20. bis zum 30. Dezember durch ganz Deutschland führte. 
Anfang 2003 begannen Pinkostar mit den Arbeiten und später mit den Aufnahmen zu ihrem Album The Trick Is to Keep Breathing. Der Titel bezieht sich auf das gleichnamige Buch von Janice Galloway. Zu ihrer Single Too Many Scars drehten Pinkostar zusammen mit der Regisseurin Svenja Rossa ein Musikvideo, das auch auf Viva gestreamt wurde.
Im Konzertjahr 2003 spielten Pinkostar an die 100 Konzerte, darunter das Hurricane- und Southside-Festival. Beim Hurricane-Festival spielten Pinkostar vor Therapy? und wurden folgend von der Band im November des Jahres als Vorband für ihre High-Anxiety-Tour gebucht. Ansonsten waren sie im März zwei Wochen als Vorband von Subway to Sally unterwegs, gastierten beim Highfield- und Taubertal-Festival 2003 und tourten durch ganz Deutschland mit einzelnen Abstechern in die Schweiz und nach Österreich.
Das Album bekam durchwachsene Kritiken, verkaufte sich aber kaum und Pinkostar gerieten intern in eine schwierige Phase. Unterschiedliche künstlerische Vorstellungen und Richtungen führten dazu, dass die Bandmitglieder zwar weitere Songs schrieben und Konzerte planten, aufgrund zunehmender Differenzen lösten sich jedoch Pinkostar Ende 2004 auf.

## Diskografie
- 2002: Solargirl (EP)
- 2003: The Trick Is to Keep Breathing (Album)
- 2003: Too Many Scars (Single)